# Roger Mistral
Pour les articles homonymes, voir Mistral.
Roger Mistral, né le 3 mars 1909 à Alger, mort le 5 mai 1980 à Toulon (Var), est un résistant, homme politique français, responsable de la SFIO.

## Biographie
Après la mort prématurée de son père, en 1924, Roger Mistral est apprenti boucher, puis travaille comme ouvrier dans différents domaines avant d'entrer, en 1928, à l'Arsenal de Toulon où il exerce divers métiers).
Militant d'abord syndical, il est secrétaire adjoint du syndicat CGT de l'Arsenal de 1932 à 1935. Il adhère à la SFIO en 1930 et fait le choix, en 1935, de privilégier son engagement politique à ses fonctions syndicales.
Il est alors élu secrétaire fédéral des jeunesses socialistes du Var. Il a fort à faire car la fédération SFIO du Var, animée jusque là par Pierre Renaudel, a été l'une des plus affectées par la scission de 1933. Il est alors un des proches de Michel Zunino, qui sera élu député en 1936, et de Jacques Toesca, membre du courant de la Bataille socialiste, et secrétaire fédéral à partir de 1933, dont il se détache lorsque celui-ci soutient les accords de Munich.
Le 24 avril 1935, il signe un accord départemental au nom de la Jeunesse socialiste SFIO avec la Jeunesse communiste, notamment pour la lutte contre la guerre, contre le fascisme et les ligues entre autres,.
Élu conseiller d'arrondissement en 1937, maire de La Farlède en 1938, il entre au Conseil général du Var en janvier 1939, à l'occasion d'une élection partielle dans le canton de Solliès-Pont.
Mobilisé en 1939 dans la Marine, il ne quitte pas Toulon, et réintègre l'Arsenal en janvier 1940. Dès la fin de l'année, il participe clandestinement à des activités de résistance, en lien avec le réseau Franc-Tireur dont il devient un des responsables locaux. Affichant son opposition au régime de Vichy, il est suspendu de ses mandats : d'abord au conseil général fin 1940, puis à la Mairie de Farlède en novembre 1941. Arrêté en août 1942, il parvient à quitter la prison en juillet 1943 et s'engage dans les Forces françaises libres. Il devient le suppléant d'André Le Troquer à l'assemblée consultative d'Alger. 
Il soutient l'amendement que Fernand Grenier dépose le 24 mars 1944 à l'assemblée consultative  d'Alger pour que le droit de vote des femmes soit établi en France, l’article 17 de l'ordonnance du 21 avril 1944 précisant « Les femmes sont électrices et éligibles dans les mêmes conditions que les hommes ». Il participe ensuite au débarquement de Provence, et finit la guerre avec le grade de commandant.
Réintégré dans ses fonctions de maire de La Farlède en novembre 1944, il est ensuite réélu à toutes les élections municipales jusqu'en 1978, année où il décide de ne pas se représenter. À la Libération, il entre au comité directeur de la SFIO reconstituée, et participe à la direction du parti à partir de 1945 comme secrétaire de la commission de la jeunesse et de la commission des sports. Il participe également à la reconstitution des Jeunesses Socialistes.
À la suite d'un conflit avec un responsable socialiste varois, ancien résistant qui l'accuse de l'avoir dénoncé, Roger Mistral est suspendu de toute activité dans le parti en 1946. L'écho de cette affaire rend encore plus difficile la campagne qu'il mène pour retrouver son siège au conseil général, et il est battu par le candidat communiste.
Il se réinvestit alors dans l'appareil de la SFIO, et, de 1949 à 1955, il est chargé des sports et loisirs. Il participe activement à la création de la Fédération Léo-Lagrange, dont il devient le vice-président. Plus en retrait du parti à partir de 1956, il participe néanmoins à de nombreux congrès de la SFIO, où il défend de façon systématique la ligne majoritaire de Guy Mollet. Adhérent du Parti Socialiste après le Congrès d'Épinay, il exprime de vives critiques sur le Programme commun, mais ne suit pas les dissidents qui quittent le PS.